# 織田信由
織田 信由（おだ のぶよし）は、江戸時代中期から後期にかけての高家旗本。通称は岩次郎、主膳。官位は従四位上・侍従、主計頭。

## 生涯
大給松平家の分家で大身旗本の松平正淳の次男として誕生した。織田信錦の養子となった。
天明4年（1784年）12月7日、信錦の隠居により家督を相続した。天明7年（1787年）3月1日高家職に就任、従五位下・侍従・主計頭に叙任された。後に従四位上に昇進された。文化4年（1807年）11月28日、高家肝煎となった。
文化13年（1816年）、11代将軍・徳川家斉の右大臣就任に伴う上洛に際し、家臣の吉良喜藤太を通じて公家高倉家に対し、江戸の衣紋会会頭の仲介を得ずとも高家家臣の入門を許可するように申し入れている。幕府の儀礼に際しての正式な装束を調えるため、衣紋を家業とする高倉家の門人になる武士は少なくなかったが、通常は会頭の仲介が無ければ入門できず、御三家等の家臣や上京中の高家肝煎の家来に限って、仲介なしに高倉家に直接入門することができた。しかし江戸の会頭たちの反対もあって、この申し入れは許可されなかったようである。
文化14年（1817年）5月28日死去、享年61。

## 系譜
- 父：松平正淳 - 大給松平家の分家である宮石松平家2千500石の当主。書院番頭などを務めた。
- 母：不詳
- 養父：織田信錦
- 正室：織田信錦養女 - 織田長説の次女
  - 長男：織田信順
- 生母不明の子女
  - 男子：織田長実
  - 女子：日根野弘孫室
  - 男子：織田長由